# Минас-Жерайс
Ми́нас-Жера́йс (порт. Minas Gerais) — штат на востоке Бразилии. Граничит со штатами Баия на севере, Эспириту-Санту и Рио-де-Жанейро на востоке, Сан-Паулу на юге, Мату-Гросу-ду-Сул и Гояс на западе; также имеет небольшую границу с Федеральным округом на северо-западе. Административный центр — город Белу-Оризонти.
Минас-Жерайс — второй по населению и четвёртый по площади штат Бразилии.

## Этимология
Название штата в переводе с португальского означает «главные рудники».

## География

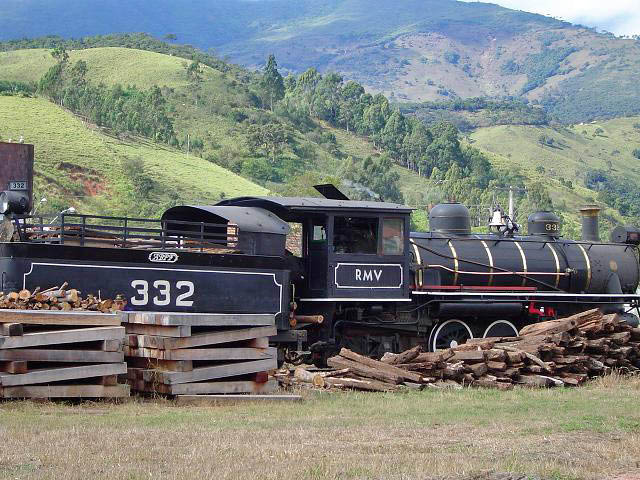
Вид на Серра-да-Мантикейра, где регистрируются самые низкие температуры в стране. (Город Passa Quatro-MG.)

Штат расположен в восточной, самой высокой, части Бразильского плоскогорья и не имеет выхода к Атлантическому океану. Более 90 % территорий штата находятся на высоте более 300 м, из них около 25 % лежат на высоте 600—1500 м, что делает Минас-Жерайс самым высоким штатом Бразилии.
Восточную часть штата занимают Атлантические леса, ныне почти вырубленные под пастбища, в северных областях встречаются каатинги, характеризующиеся сухим климатом. На остальной территории штата преобладают серрадо — густые, низкорослые кустарники, поделенные на фермы и во многом расчищенные под выращивание кофе и пастбища для крупного рогатого скота. 

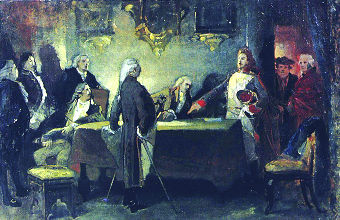
«Наиболее важные встречи заговорщиков» Педро Америко

## История
Череп и челюсть, найденные близ Белу-Оризонти в пещере Лапа ду Санто в Лагоа Санта (Lagoa Santa), датируются возрастом 9,1—9,4 тыс. лет до настоящего времени (см. Лузия), сама же пещера была населена ещё 11,7—12,7 тыс. лет до настоящего времени (калиброванная дата).
Территория Минас-Жерайса привлекла к себе внимание в XVIII веке, когда здесь были открыты месторождения золота, драгоценных камней и алмазов.
Первой столицей Минас-Жерайса был город Мариана; позже столица была перенесена в город Вила-Рика (Ору-Прету), ставший со временем одним из крупнейших городов Южной Америки. Но к концу XIX века запасы сырья истощились, и город потерял своё значение. Новой столицей стал быстро выросший в XX веке Белу-Оризонти.
В 1789 году в Минас-Жерайсе был раскрыт заговор инконфидентов, боровшихся за независимость Бразилии.

## Население

Плотность населения Минас-Жерайс

Согласно сведениям, собранным в ходе переписи 2010 г. Национальным институтом географии и статистики (IBGE), население штата составляет:
| Полное население                       | Полное население                       | Полное население                       | Полное население                       | 19 597 330 |
| -------------------------------------- | -------------------------------------- | -------------------------------------- | -------------------------------------- | ---------- |
| в том числе:                           | Городское население                    | 16 715 216                             | Процент городского населения, %        | 85,29      |
|                                        | Сельское население                     | 2 882 114                              | Процент сельского населения, %         | 14,71      |
|                                        | Мужское население                      | 9 641 877                              | Процент мужского населения, %          | 49,20      |
|                                        | Женское население                      | 9 955 453                              | Процент женского населения, %          | 50,80      |
| Плотность населения, чел/км²           | Плотность населения, чел/км²           | Плотность населения, чел/км²           | Плотность населения, чел/км²           | 33,41      |
| Население штата в % к населению страны | Население штата в % к населению страны | Население штата в % к населению страны | Население штата в % к населению страны | 10,27      |

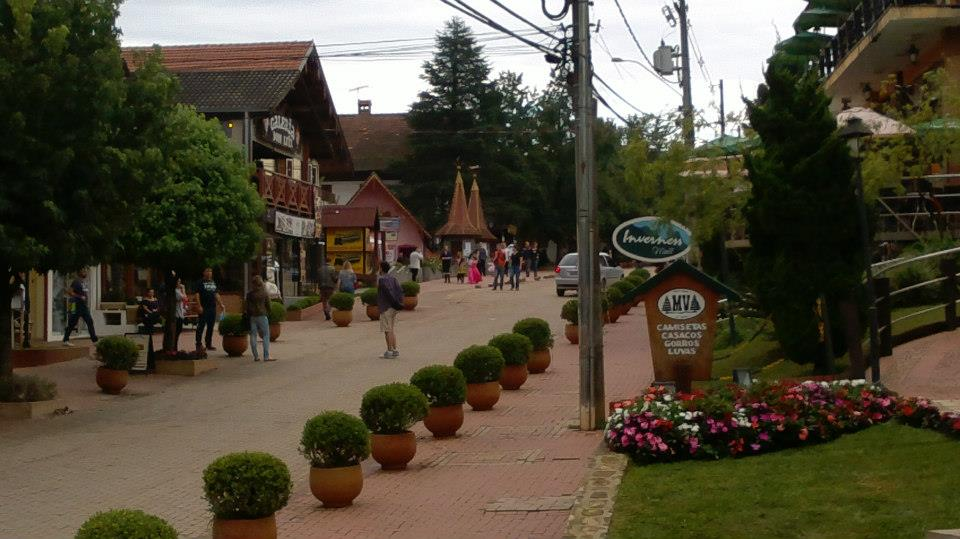
Монте-Верде, расположенный в южной части штата Минас-Жерайс, считается «Бразильской Швейцарией»

Население штата — это прежде всего смешение различных народов, в том числе потомков рабов из Африки, а также португальцев.
В колониальные времена население штата делилось на пять крупных этнических групп. Основной этнической группой были белые — потомки переселенцев из стран Европы. Африканцы часто не имели фамилий, и, как правило, были известны по регионам своего происхождения. Например, Франсиско Бенгела — это человек, родившийся в Бенгеле. А криулушами (креолами) называли чернокожих, родившихся в Бразилии, однако их родители (или один из родителей) происходили из Африки. Мулаты были третьей крупной этнической группой — это население смешанного афро-европейского происхождения, то есть потомки от союзов африканцев с европейцами. Берегу — группа смешанного происхождения с высокой примесью индейской крови. Индейцы серьёзно пострадали от болезней, принесённых европейскими колонистами, и в Южной Бразилии их осталось незначительное количество.

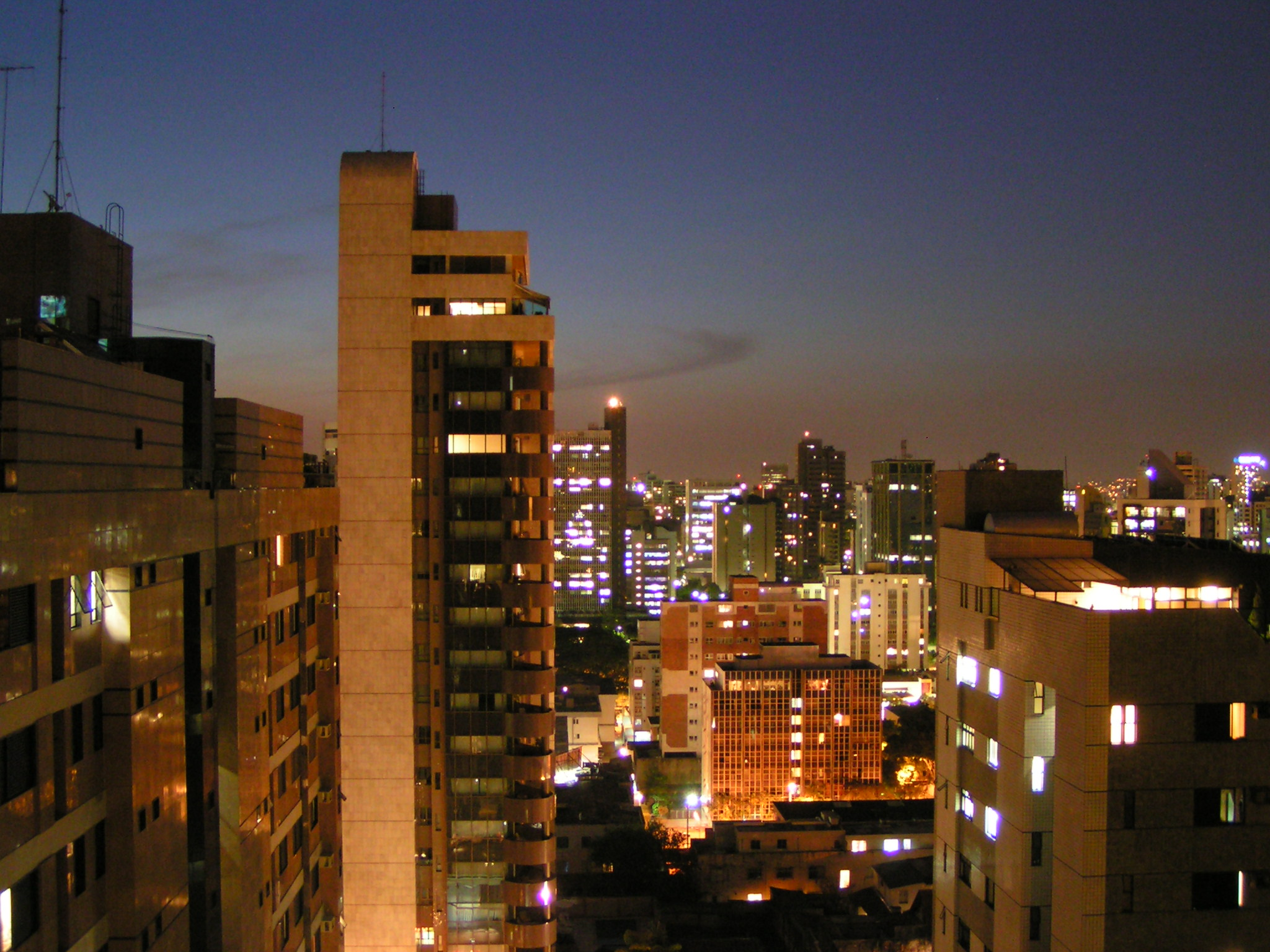
Ночной вид на Белу-Оризонти

Этнический состав штата варьирует от города к городу. Южные районы Минас-Жерайса отличаются наибольшей долей белого населения в Бразилии (в процентах): в городе Коррегу-ду-Бон-Жезус 98,7 % жителей — европейского происхождения. А в городе Сетубинья 71 % населения — метисы и мулаты, ещё более 14 % — африканцы. С начала колонизации Бразилии в Минас-Жерайсе преобладали негры, метисы и мулаты, однако с XIX века в регион стали массово прибывать мигранты из Европы. Численность белых стремительно росла до 1960-х годов. Причинами этого бурного роста стали экономический кризис, войны и революции в странах Европы, а также высокая смертность среди африканцев-рабов. Кроме того, цели властей заключались в увеличении численности белого населения и сокращении численности чернокожих. Однако с начала 1960-х годов начинается снижение доли (но не численности) белых в связи с массовой миграцией негров, метисов и мулатов из северных штатов страны. К тому же темпы миграций из Европы заметно снизились. С 1960-х происходит сокращение доли белого населения, а также рост доли групп смешанного и негроидного происхождения.
В итоге расовый состав населения штата представлен следующим образом:
- белые (в основном потомки португальских переселенцев, а также других европеоидов (итальянцы, немцы, испанцы, евреи и арабы)) — 53,6 %;
- метисы и мулаты — 37,6 %;
- негры — 7,8 %;
- индейцы — 0,3 %;
- японцы — 0,1 %.

## Административное устройство
Административно штат разделён на 12 мезорегионов и 66 микрорегионов. В штате — 853 муниципалитета.

## Экономика

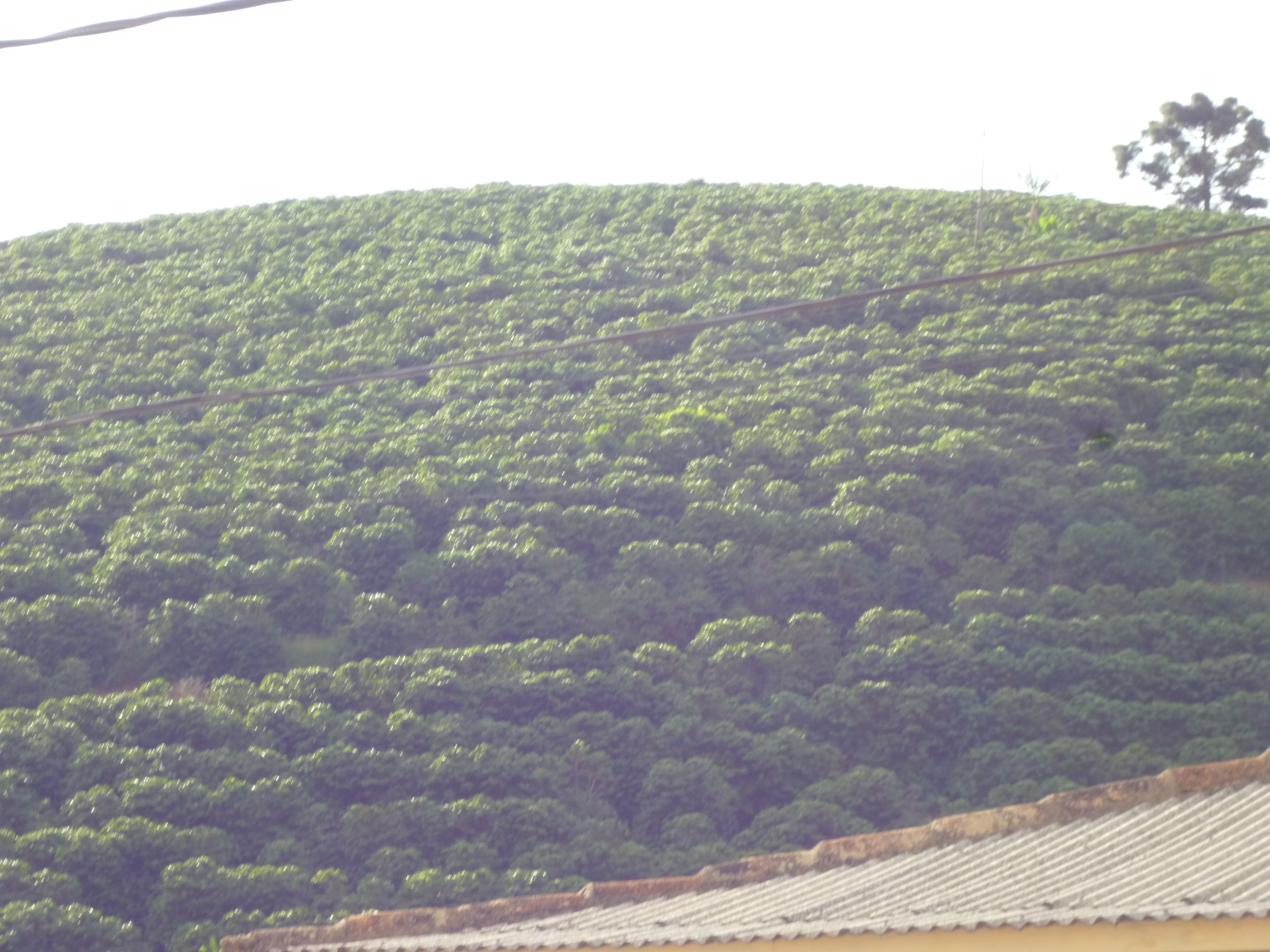
Кофейные плантации в штате Минас-Жерайс.

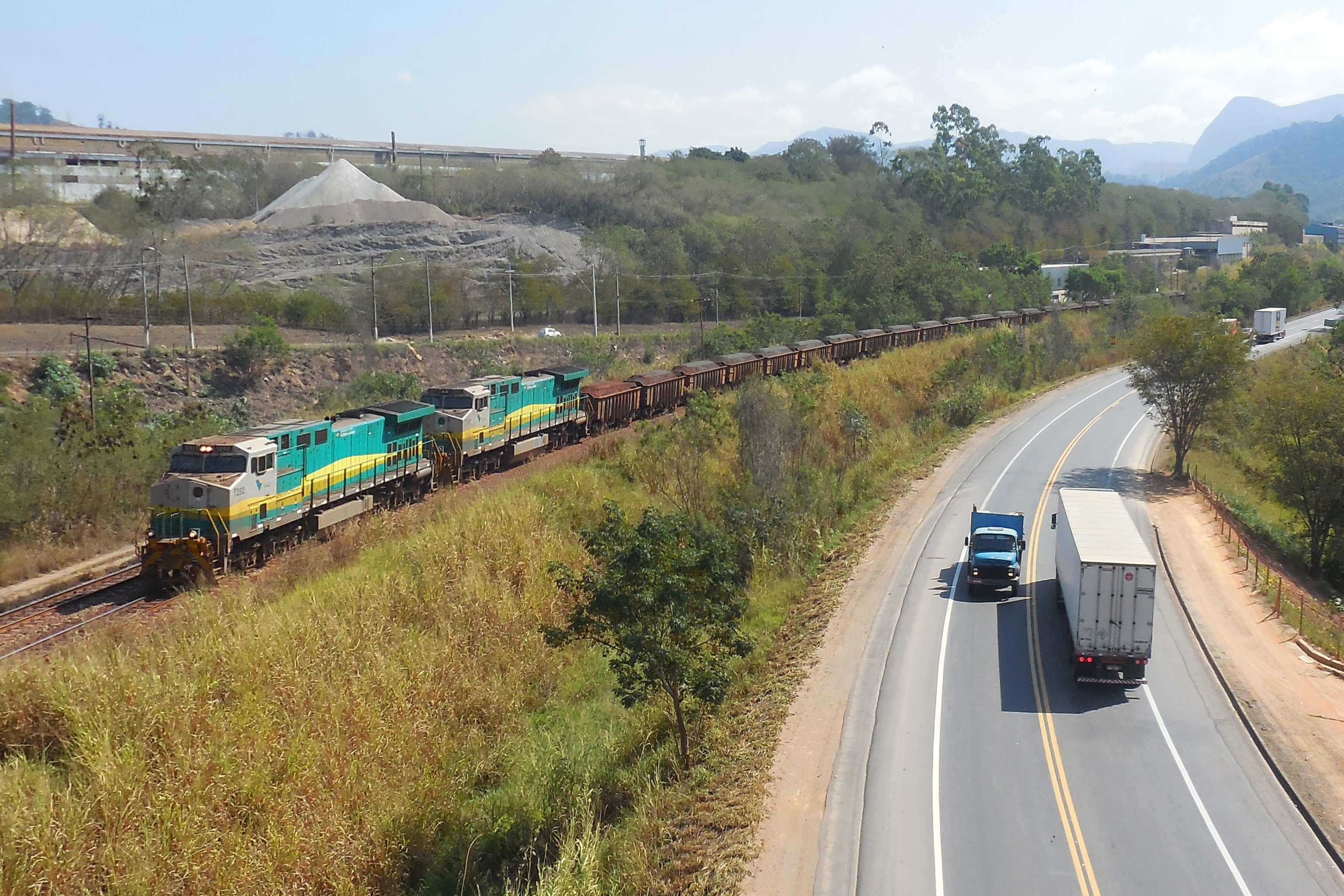
Поезд «Vale Do Rio Doce» с железной рудой

Минас-Жерайс — главная горно-рудная база Бразилии, здесь добывают золото и алмазы, бокситы, графит, никель, а также железную, марганцевую и урановую руду.
Также в округе расположен крупнейший завод торговой марки Mercedes-Benz по производству грузовой техники.
В штате развиты животноводство и земледелие: выращиваются кофе, сахарный тростник, цитрусовые, табак, зерновые и другие продуктовые культуры.
Сейчас Минас-Жерайс — один из наиболее экономически развитых и густонаселённых штатов Бразилии.

## Флаг

Флаг Минас-Жерайс

Флаг штата Минас-Жерайс является старейшим среди всех флагов, созданных самими бразильцами: он был проектом национального флага борцов за независимость Бразилии, но в 1963 году стал всего лишь флагом штата.
Фраза, изображённая на флаге, «Libertas quæ sera tamen», в переводе с латыни означает: «Свобода, пусть даже и не сразу».

## Спорт

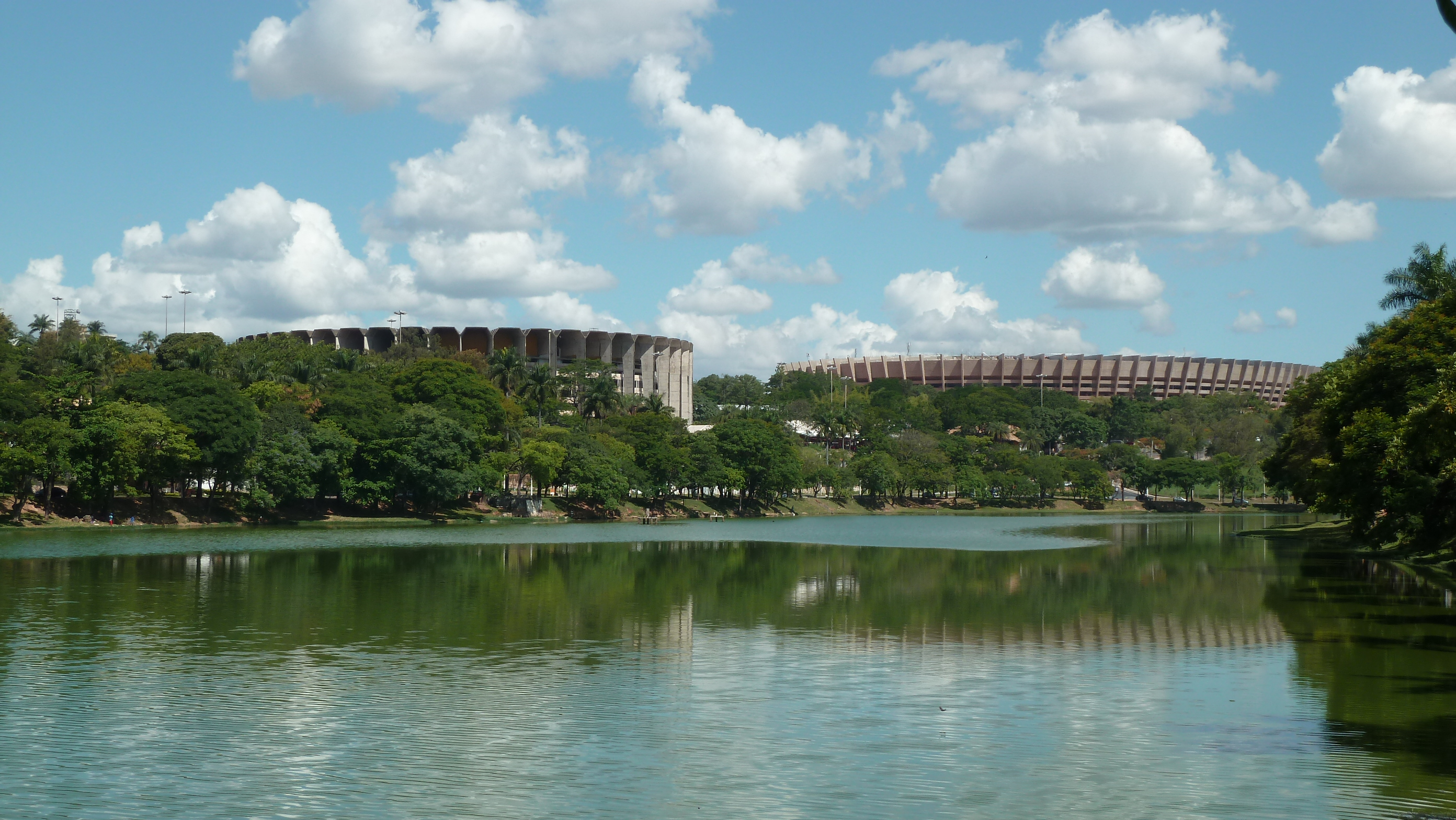
Мультиспортивный комплекс (слева) и стадион Минейрао (справа) в столице штата — Белу-Оризонти

В Минас-Жерайсе родился и вырос футболист Пеле, только в 14 лет он переехал в Сантос. Наиболее популярен в штате футбол — на главном стадионе в Белу-Оризонти, Минейрао, выступают 2 самые популярные команды штата — Крузейру и Атлетико Минейро, — а также зачастую и сборная Бразилии по футболу.